# Agardhina
Agardhina Nardo, 1834  é o nome botânico  de um gênero de algas vermelhas marinhas pluricelulares da família Hapalidiaceae, subfamília Melobesioideae.

## Sinonímia
Atualmente é considerado como sinônimo de:
- Phymatolithon Foslie, 1898

## Espécies
Apresenta 1 espécie que ainda não foi submetida a qualquer tipo de verificação:
- Agardhina prototypus Nardo, 1834.